# Tetramelaceae
Tetramelaceae is een botanische naam, voor een familie van tweezaadlobbige planten. Een familie onder deze naam wordt eigenlijk zelden erkend door systemen van plantentaxonomie, maar wel door het APG-systeem (1998) en het APG II-systeem (2003).
Het gaat dan om een kleine familie van twee soorten, bomen, in twee geslachten namelijk:
- Octomeles
  - Octomeles sumatrana
- Tetrameles
  - Tetrameles nudiflora

In andere systemen worden deze planten inbegrepen in de familie Datiscaceae.